# Brian Randell
Brian Randell (* 1936) ist ein britischer Informatiker und Computer-Historiker. Er war Professor an der Newcastle University.
Randell studierte Mathematik am Imperial College London mit dem Abschluss 1957. Danach arbeitete er für die Computerfirmen English Electric und ab 1964 für IBM, bevor er Professor für Informatik in Newcastle wurde. 
Bei English Electric befasste er sich mit Compilern, zum Beispiel einem Algol 60 Compiler. Bei IBM, wo er am Thomas J. Watson Research Center war, befasste er sich mit Architektur von Hochleistungsrechnern und Entwurf-Methodologie von Betriebssystemen.
Er befasst sich später vor allem mit Fehlertoleranz und Zuverlässigkeit von Software.
Außerdem befasst er sich mit der Geschichte des Computers vor 1950. Er veröffentlichte unter anderem über Percy Ludgate, Leonardo Torres y Quevedo und Alan Turing und den Colossus. Er war einer der Gründungsherausgeber der IEEE Annals of the History of Computing.
Außerdem befasst er sich mit Genealogie.

## Schriften
- Herausgeber Predictable dependable computer systems, Springer Verlag 1995 (ESPRIT basic research series)
- mit Philip Treleaven (Herausgeber) VLSI Architecture, Prentice Hall 1983
- mit L. J. Russell Algol 60 Implementation, Academic Press 1964
- Herausgeber The Origins of Digital Computers: Selected Papers,  Springer-Verlag 1973, 2. Auflage 1975, 3. Auflage 1982
- Software Engineering in 1968, in Proc. of the 4th Int. Conf. on Software Engineering, München 1979, S. 1–10
- Memories of the NATO Software Engineering Conferences, IEEE Annals of the History of Computing, Band 20, 1998, S. 51–54
- "The Origins of Computer Programming, IEEE Annals of the History of Computing, Band 16, 1994, S. 6–14